# Amyris maestrensis
Amyris maestrensis är en vinruteväxtart som beskrevs av A. Borhidi & Kereszty. Amyris maestrensis ingår i släktet Amyris och familjen vinruteväxter. Inga underarter finns listade i Catalogue of Life.